# История сонатной формы
История сонатной формы берёт начало в конце XVI века. Этот вид музыкальной формы, состоящий из трёх циклически повторяющихся разделов — экспозиции, разработки и репризы — окончательно сформировался в XVII веке, достиг зрелости в творчестве Бетховена, но также развивался в дальнейшем в творчестве других композиторов, среди которых Шуберт, Шуман, Берлиоз, Лист и другие.

## Происхождение сонатной формы

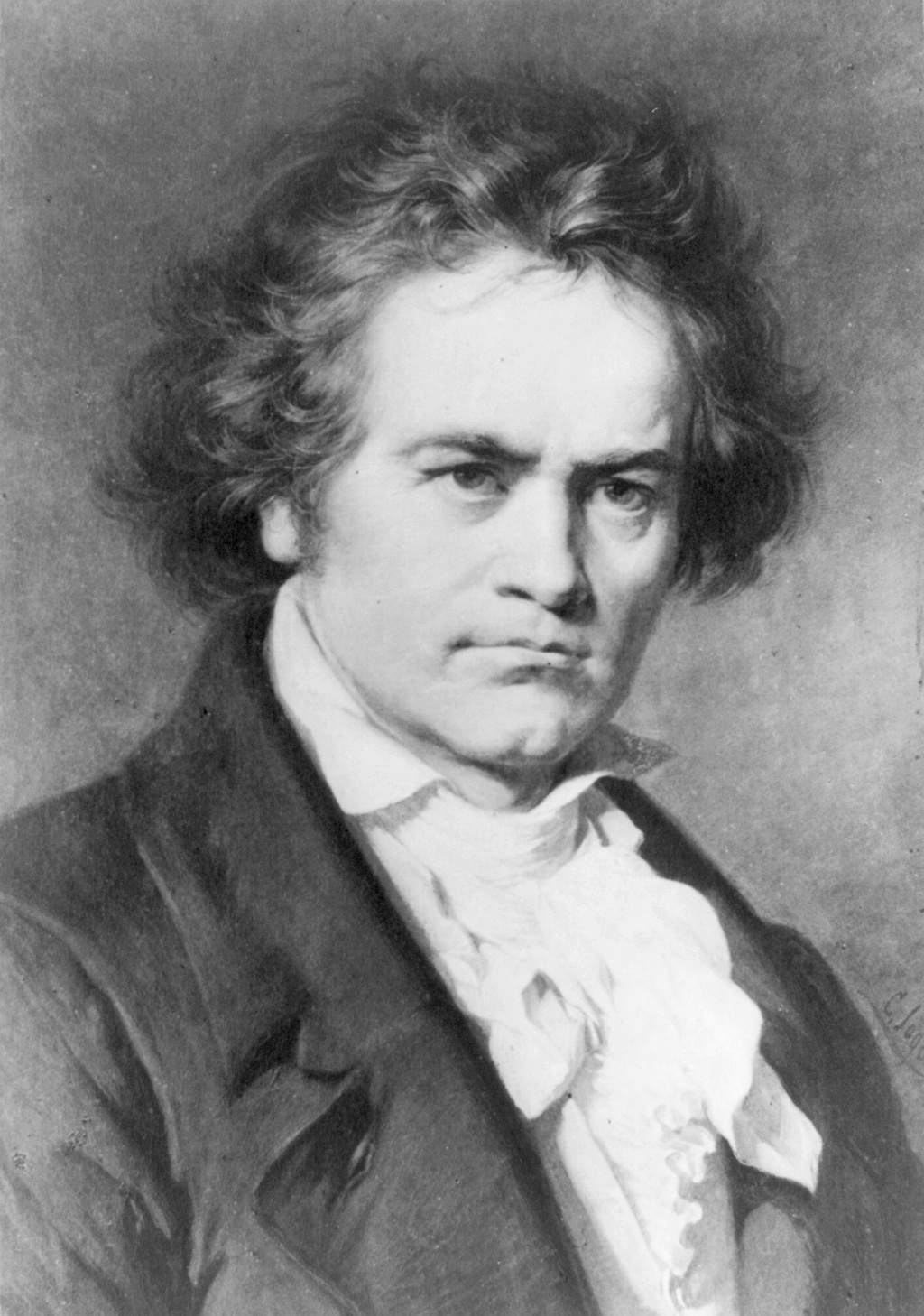
Людвиг ван Бетховен

Сонатная форма кристаллизовалась в устойчивую структуру во второй половине XVIII в. и достигла своей зрелости в творчестве Бетховена. Представляя собой высшую и наиболее сложную из инструментальных форм, она вобрала в себя всё, что было создано в области формы до её появления, особенно в предшествовавшую ей эпоху барокко. От музыки эпохи барокко она получила полифонические черты, идею доминантового ответа (как в фуге), её непосредственные предшественники — старинная сонатная и старинная концертная формы. Старинная концертная форма в свою эпоху не имела себе равных по динамизму развития, иногда превосходя в этом даже образцы классической сонатной формы. Идея непрерывного и чрезвычайно динамичного развития была воспринята сонатной формой. От старинной сонатной формы была наследована идея наличия двух тем в первом разделе, их тонального противопоставления и объединения в репризе. В наиболее общих чертах имеет место связь сонатной формы с барочной оперой, для которой характерен динамичный сюжет, конфликтность и контрасты.
Структура сонатной формы кристаллизовалась в творчестве Гайдна и композиторов Мангеймской школы. Для их произведений характерно смещение контраста по сравнению со зрелым типом формы — наиболее ощутимо контрастируют не главная и побочная партии, а главная и заключительная. Большую роль играет противопоставления соло и тутти (черта старинной концертной формы). Все образцы сонатной формы этого периода строятся по одному плану и похожи между собой.

## Зрелая сонатная форма

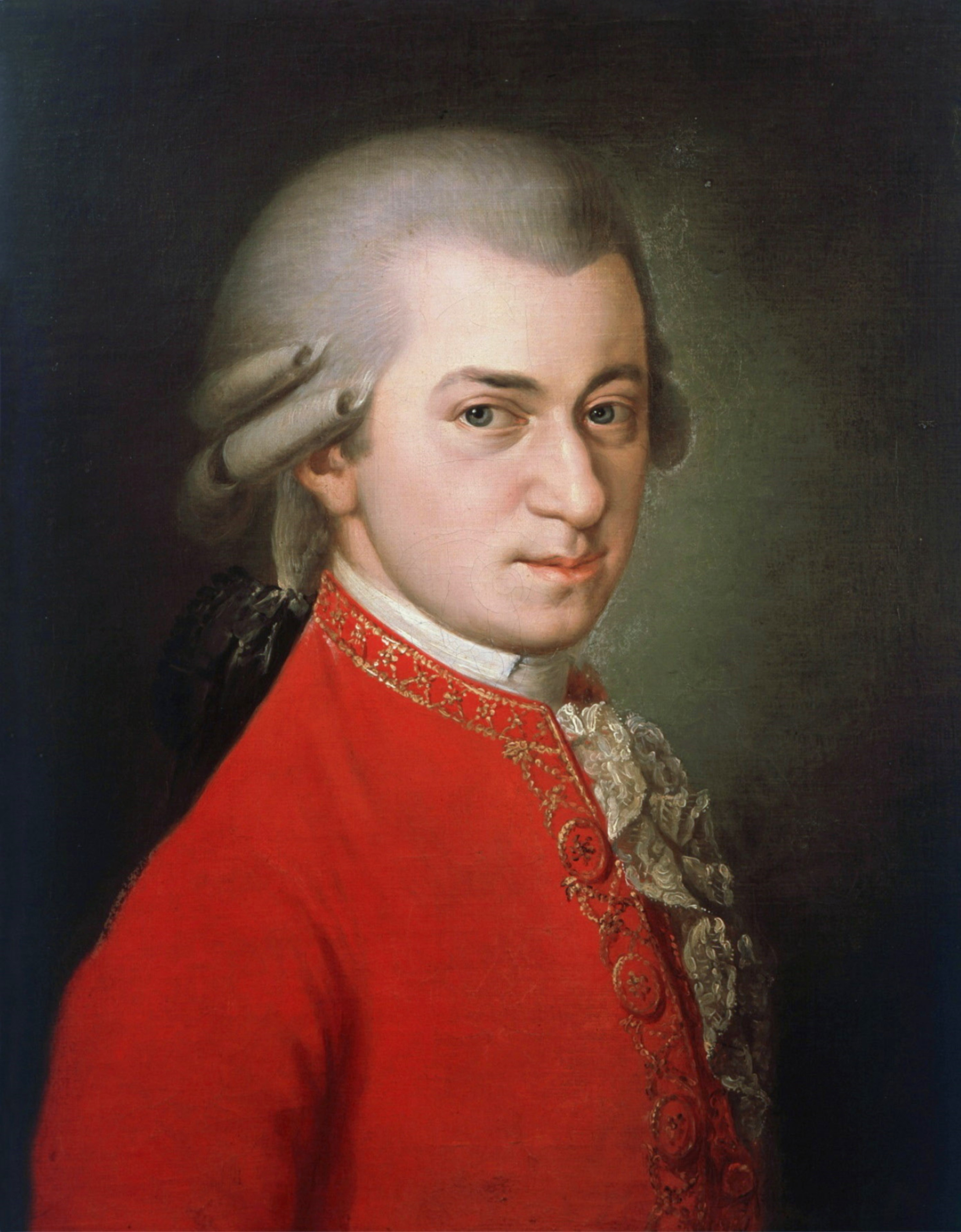
Вольфганг Амадей Моцарт

Зрелая сонатная форма в наиболее «чистом» виде сформировалась ещё в творчестве Моцарта. В его творчестве представлено большое количество различных модификаций формы. Для сонатных форм клавирных сонат Моцарта характерно обилие тем (до 6 тем в экспозиции), причём зачастую отсутствует четкое определение побочной партии, серии дополнений вместо заключительных партий. В поздних симфониях, струнных квартетах и квинтетах Моцарта, напротив, наблюдается четкая классическая очередность партий, а разработка как правило расширяется, насыщается полифонической работой и становится зоной драматизации, конфликта. В них, а также в некоторых клавирных сонатах в сонатной форме написаны не только крайние части, но и вторые (симфонии N 38, 39, 40, 41, сонаты B-dur KV 333, F-dur KV 533/494). Совершенно особая форма наблюдается в первых частях клавирных концертов Моцарта. Это сонатная форма с двойной экспозицией, причём первая экспозиция целиком исполняется оркестром, а во второй господствует солист. При этом материал первой экспозиции во второй может вообще не повторяться.
Так как структура сонатной формы у Бетховена, с одной стороны, уже полностью сформировалась и, с другой стороны, ещё не подверглась влиянию других принципов формообразования, этот тип формы является эталоном сонатной формы. Именно на его основе описывается обобщенная структура сонатной формы в целом. У него сонатная форма достигла небывалого масштаба по глубине содержания и сложности построения формы.

## Развитие сонатной формы после Бетховена

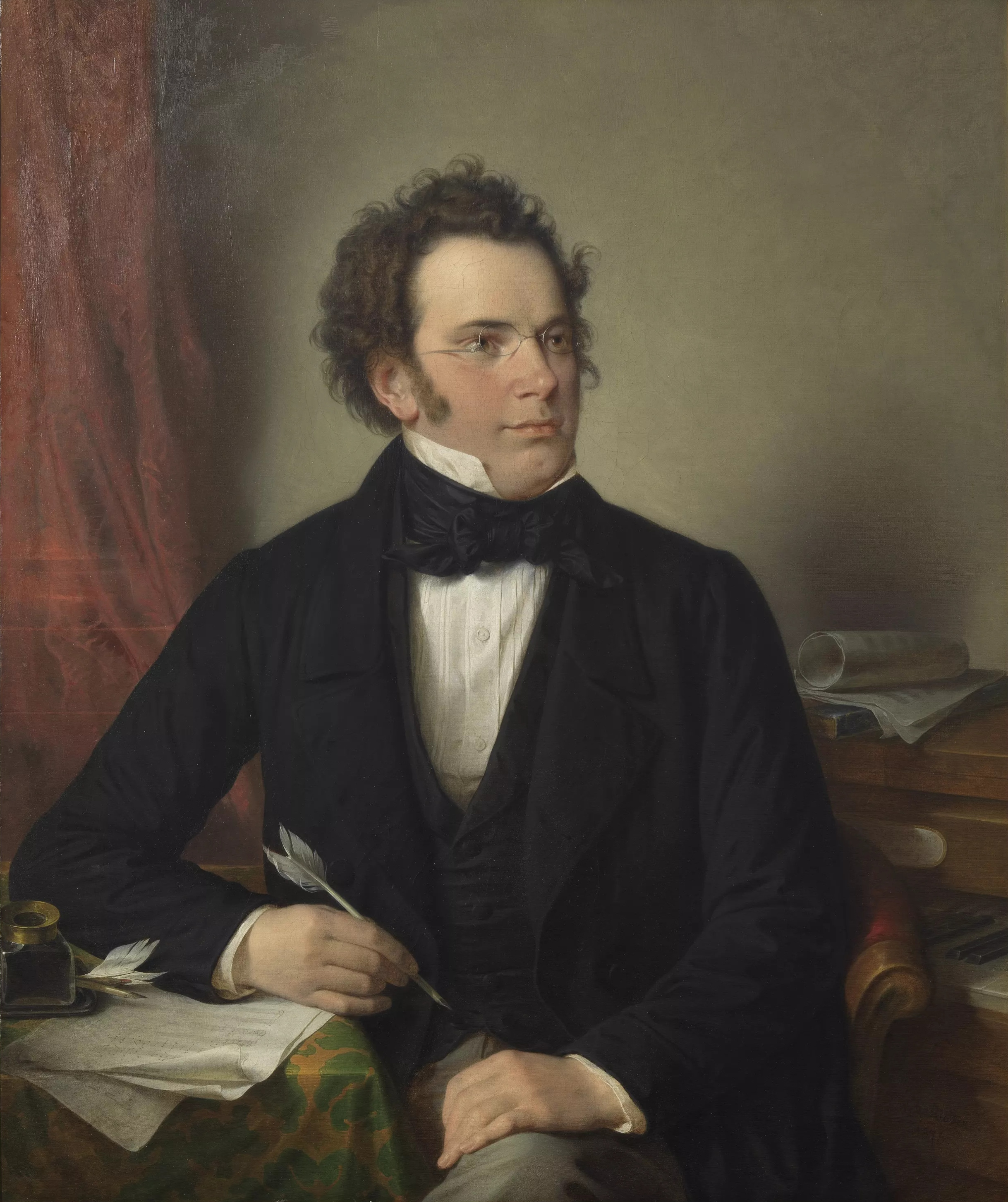
Франц Шуберт

Творчество Бетховена стало непревзойдённой кульминацией в истории сонатной формы. Композиторы следующей исторической эпохи понимали, что Бетховен довел саму идею сонатной формы до своего абсолюта, и были вынуждены искать пути обновления формы. Условно говоря, сонатная форма в чистом виде разрушается, приобретая изначально чуждые ей признаки. Разные композиторы решали задачу обновления формы по-разному. Однако, все они искали способ соединения сонатной формы с иными принципами формообразования.
Первым из них был Шуберт. Он внес в сонатную форму песенное начало. Для песенности характерно отсутствие сильного развития, тем более такого, которое приводит к переосмыслению материала. Эти качества радикально противоположны идее сонатной формы. В сонатной форме у Шуберта часто встречаются принципы куплетности и вариационности. Тогда как они стремятся к закреплению и углублению одного образа, сонатная форма стремится к его изменению и обновлению. Эту линию в развитии сонатной формы подхватили крупнейшие австрийские композиторы XIX века — Брамс, Брукнер, Малер. В России подобный тип формы был характерен для композиторов Могучей кучки (Римского-Корсакова, Бородина), их последователей (в особенности Глазунова), Прокофьева.
Другой способ обновления был найден Шуманом. Он соединил сонатную форму с принципом сюиты — отсюда обилие небольших контрастных эпизодов в его сонатах. Берлиоз определил одну из важнейших линий развития сонатной формы — соединение её с некоторыми немузыкальными принципами, в данном случае — в виде подробной литературной программы. Чередование разделов, общая идея и планировка формы во многом определяются не чисто музыкальными закономерностями, а литературным сюжетом, следуя за его поворотами.
Другая важная линия развития сонатной формы берёт своё начало в творчестве Листа. Он объединил сонатную форму и сонатно-симфонический цикл. При этом сонатная форма была чрезвычайно расширена, а цикл, наоборот, крайне сжат. Внутри одночастного произведения имеют место характерные для цикла контрасты и нормативное количество и порядок следования частей (обобщенно — Allegro, медленная часть, скерцо, финал). При этом Лист применяет принцип монотематизма, что влечёт появление вариационности (противоположной идее сонатности). Объединив в себе все эти закономерности, сонатные формы у Листа становятся чрезвычайно сложными.